# Kuno Bruder
Kuno Bruder, nemški general in vojaški veterinar, * 20. september 1886, † 23. oktober 1964.